# Alankrita Shrivastava
Alankrita Shrivastava est une scénariste et réalisatrice indienne. Ayant fait ses débuts en tant que réalisatrice en 2011, elle a depuis remporté des distinctions telles que le Grand Prix des Films de Femmes et une nomination pour un prix Filmfare. 
Shrivastava a étudié le cinéma à Jamia Millia Islamia (en) à New Delhi et a ensuite déménagé à Mumbai. Elle a commencé à travailler en tant que assistante réalisatrice pour Prakash Jha. Après avoir aidé Jha sur des projets notables tels que Apaharan (2005) et Raajneeti (2010), Shrivastava a fait ses débuts en tant que réalisatrice avec le film Turning 30!!! (en) en 2011. Plus tard, elle a reçu des éloges pour la comédie noire Lipstick Under My Burkha (en), qu'elle a dirigée et écrite. Le film lui a valu, entre autres distinctions, une nomination aux Filmfare Awards. 

## Enfance, jeunes années et formation
Shrivastava est née à New Delhi, mais a déménagé à Dehradun au Uttarakhand, où elle a fréquenté la Welham Girls' School (en). Après avoir terminé ses études, elle est retournée à Delhi d'où elle est sortie diplômée du Lady Shri Ram College (en). Elle a étudié la réalisation cinématographique au A.J.K. Mass Communication Research Centre (en) à Jamia Millia Islamia (en).

## Carrière
Shrivastava a déménagé à Mumbai pour poursuivre une carrière dans le cinéma et a rapidement commencé à travailler en tant que réalisatrice associée pour Prakash Jha. Elle a aidé Jha sur des films tels que Gangaajal (en), Apaharan, Loknayak, Dil Dosti, Khoya Khoya Chand (en) et Raajneeti. Par la suite, elle a écrit et réalisé son premier film Turning 30!!! (en), qui a été mal accueilli par la critique et le public.
Shrivastava a ensuite écrit le scénario de Lipstick Under My Burkha (en) en 2012. Elle a soumis à l'équipe de scénaristes de la National Film Development Corporation of India (en), où elle a été encadrée par Urmi Juvekar (en). Une fois terminé, Lipstick Under My Burkha a été projeté lors d'une première mondiale en octobre 2016 au Festival international du film de Tokyo, a également été projeté au Festival du film de Mumbai (en) et a eu sa première nord-américaine au Festival international du film de Miami en mars 2017.
Lipstick Under My Burkha n'a pas pu sortir en Inde en janvier 2017, car le Central Board of Film Certification (CBFC) a refusé un certificat en raison du contenu sexuel et du langage utilisé dans le film. Shrivastavaa et son équipe ont fait appel de cette décision devant le tribunal d'appel pour la certification des films (FCAT). À la suite d'une discussion qui a abouti à quelques changements dans la coupe originale, l'organisation FCAT a demandé à la CBFC de délivrer un certificat A au film,,.
Shrivastava a parlé des changements avec l'Agence France-Presse, en disant : « J'aurais aimé qu'il n'y ait pas de coupes, mais le FCAT a été très juste et clair. Je pense que nous pourrons sortir le film sans gêner le récit ni en diluer l’essence. » Lipstick Under My Burkha est sorti en salles en Inde le 21 juillet 2017, à la suite de la réaction positive des critiques de cinéma et du public,.

## Vie privée
Shrivastava vit et travaille actuellement à Mumbai. Dans une interview avec le Bangalore Mirror (en), elle a mentionné qu'elle pratique le bouddhisme. Son père est décédé en 2016 après une maladie prolongée.

## Filmographie
| Année | Titre                            | Rôle                        | Remarques                  |
| ----- | -------------------------------- | --------------------------- | -------------------------- |
| 2005  | Apaharan                         | Directrice adjointe en chef |                            |
| 2007  | Dil Dosti Etc (en)               | Productrice exécutive       |                            |
| 2007  | Khoya Khoya Chand (en)           | Productrice exécutive       |                            |
| 2010  | Raajneeti                        | Directrice associée         |                            |
| 2011  | Turning 30!!! (en)               | Réalisatrice, scénariste    | Début                      |
| 2017  | Lipstick Under My Burkha (en)    | Réalisatrice, scénariste    | Nommée aux Filmfare Awards |
| 2019  | Made in Heaven (en)              | Réalisatrice                | Web-série                  |
| 2020  | Dolly, Kitty et les étoiles (en) | Réalisatrice, scénariste    |                            |
| 2021  | Bombay Begums (en)               | Réalisatrice, scénariste    | Série Netflix              |